# Constantino Pereira de Barros

Armas do barão de São João de Icaraí.

Constantino Pereira de Barros, primeiro e único barão de São João de Icaraí (Rio de Janeiro, 27 de janeiro de 1821 – Rio de Janeiro, 15 de janeiro de 1896), foi um fidalgo e oficial da Imperial Ordem da Rosa.
Filho de Joaquim José de Barros e de Januária de Figueiredo Pereira, era irmão de João de Figueiredo Pereira de Barros, barão do Fonseca, e de Jordão Pereira de Barros, barão de Pereira de Barros. Casou-se com Maria Emília Carneiro Leão, filha do marquês do Paraná.
Foi agraciado barão por decreto de 14 de março de 1867.